# Pui Agut
El Pui Agut és una muntanya de 1.679 metres que es troba entre els municipis de la Guingueta d'Àneu i de Llavorsí, a la comarca del Pallars Sobirà.